# Tronfølgerens forlovelse
|  | Denne artikel er oprettet af botten PalnaBot ud fra en ekstern database. Den kan derfor have sproglige fejl eller mangler. Denne skabelon kan fjernes efter kontrol af indholdet. |

Tronfølgerens forlovelse er en dokumentarfilm fra 1966 instrueret af Ole Roos.

## Handling
Reportage i forbindelse med tronfølger prinsesse Margrethes forlovelse.